# イ・ジナ
イ・ジナ（韓国語: 이진아、Lee Jin-ah、1991年3月16日 - ）は、韓国のシンガーソングライター兼ジャズピアニスト。SBSのK-pop Star 4で3位になった後、2015年にAntennaと契約した。 
彼女の独特の音楽スタイルは、ジャズとポップス、R&Bを組み合わせたもので、しばしば風変わりな歌詞が特徴である。

## 私生活
イ・ジナは2019年3月にピアニストのシン・ソンジンと結婚した。彼らはソウル芸術大学で音楽を学んでいる時に出会った。

## 作品
- アルバム
  - Unvisible（2013年）
  - Jinah Restaurant Full Course（2018年）
  - Hearts of the City（2023年）
- ミニアルバム
  - RANDOM（2017年）
  - Candy Pianist（2020年）